# William Kahan
William Velvel Kahan (Toronto, Canadá, 5 de junio de 1933). Eminente matemático y científico computacional, estudió en la Universidad de Toronto. 
Su contribución ha sido el análisis numérico, en el estudio de los métodos exactos y eficientes de solucionar problemas numéricos sobre un ordenador con la precisión finita, un campo sumamente importante en la física y la ingeniería. En 1989 obtuvo el premio Alan Turing por incorporar un algoritmo para reducir al mínimo el error introducido cuando una adición de una secuencia y en la coma flotante de la precisión finita numérica (el IEEE 754 Standard for Binary Floating-Point Arithmetic). Hoy sigue trabajando en la Universidad de Berkeley como profesor de Matemáticas y ciencias de la computación.